# Callionymus bifilum
Callionymus bifilum là một loài cá biển thuộc chi Callionymus trong họ Cá đàn lia. Loài này được mô tả lần đầu tiên vào năm 2000.

## Danh pháp khoa học
Trong tiếng Latinh, bifilum được ghép từ hai âm tiết: bi có nghĩa là "hai" và filum nghĩa là "vây chỉ", ám chỉ đến 2 sợi tia vây dài ở vây đuôi của cá đực.

## Phân bố và môi trường sống
C. bifilum có phạm vi phân bố ở Đông Nam Ấn Độ Dương, là một loài đặc hữu của Úc. Loài này chỉ được biết đến tại bang Tây Úc, từ bãi ngầm Holothuria đến vịnh Joseph Bonaparte. C. bifilum sống trên đáy cát, được tìm thấy ở độ sâu khoảng 84 m.

## Mô tả
Chiều dài tối đa được ghi nhận ở C. bifilum là khoảng 8,6 cm. Đầu và thân có màu nâu (khi mẫu vật còn tươi), có các đốm màu vàng. Bụng sáng màu hơn, màu trắng kem. Vây lưng thứ nhất có một đốm đen lớn ở trên màng vây thứ ba. Vây lưng thứ hai màu nâu vàng, có nhiều chấm đen với các sọc trắng. Vây hậu môn với các đốm lớn, màu xám đen, tạo thành một dải màu sẫm. Vây ngực trong suốt. Vây đuôi có đốm màu vàng. Màu sắc của các tiêu bản khi đã được bảo quản trong rượu: Đầu và thân màu trắng nhạt. Mắt màu xám đen. Màng của vây lưng thứ nhất trong suốt; lớp màng thứ 3 vẫn có một đốm đen. Vây lưng thứ hai, vây ngực và vây bụng trong suốt. Vây đuôi trắng nhạt.
Số gai ở vây lưng: 4; Số tia vây mềm ở vây lưng: 8; Số gai ở vây hậu môn: 0; Số tia vây mềm ở vây hậu môn: 8; Số tia vây mềm ở vây ngực: 20 - 21; Số gai ở vây bụng: 1; Số tia vây mềm ở vây bụng: 5.